# 치경 흡착음
치경 흡착음(齒莖 吸着音, Tenuis alveolar click)은 잇몸으로 내는 흡착음이다. 앞니 뒤에 혀를 대며 강하게 발음한다. 다그닥다그닥거리는 소리를 흉내내는 것(영어의 clip-clop)과 비슷하다.

## 같이 보기
- 양순 흡착음
- 치 흡착음
- 권설 흡착음